# Rachau
Rachau is een plaats en voormalige gemeente in de Oostenrijkse deelstaat Stiermarken.
De gemeente Rachau telde op 31 oktober 2013 612 inwoners.

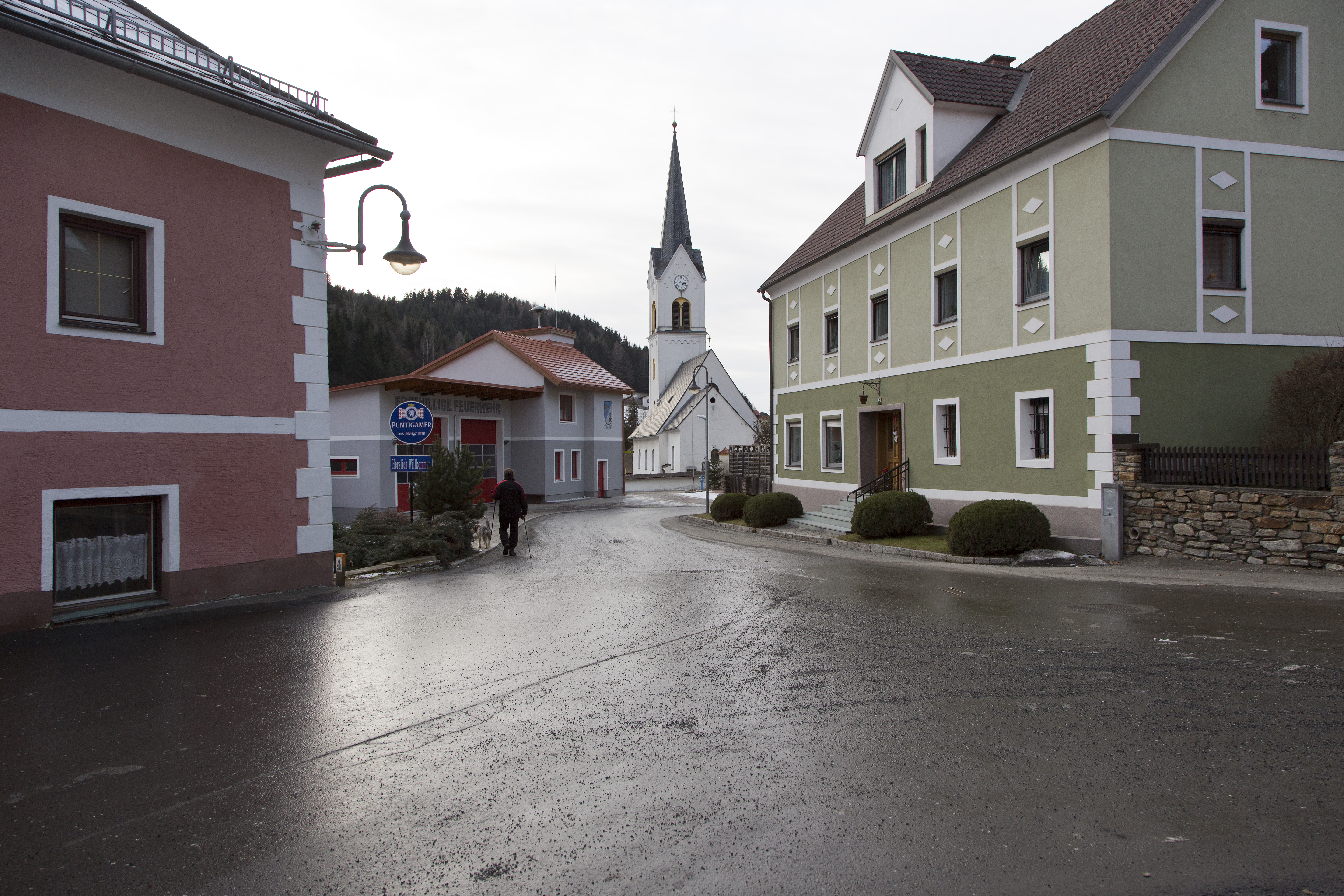
De kerk van Rachau

## Geschiedenis
Rachau maakte deel uit van het district Knittelfeld tot dit op 1 januari 2015 fuseerde met het district Judenburg tot het huidige district Murtal. Daarbij werd Rachau opgenomen in de gemeente Sankt Margarethen bei Knittelfeld.
- Gemeinsame Normdatei: 4612332-5
- Nationale Bibliotheek van Israël: 987007487027605171
- Virtual International Authority File: 136510716